# Cyphomyiactia
Cyphomyiactia is een vliegengeslacht uit de familie van de roofvliegen (Asilidae).

## Soorten
- C. costai Artigas & Papavero & Serra, 1991